# Unione Sportiva Juveterranova Gela 1996-1997
Questa voce raccoglie le informazioni riguardanti l'Unione Sportiva Juveterranova Gela nelle competizioni ufficiali della stagione 1996-1997.

## Stagione
La squadra esordì il 24 agosto 1996, durante la sedicesima edizione della Coppa Italia Serie C, nel doppio confronto contro l'Acireale valevole per il primo turno. Dopo il trionfo dei biancoazzurri all'andata per 2-0, l'Acireale si impose in casa vincendo il match con due gol di scarto e superò la Juveterranova Gela ai tiri di rigore (4-2).

## Rosa
| N. |                   | Ruolo | Calciatore           |
| -- | ----------------- | ----- | -------------------- |
| -  | Italia (bandiera) | P     | Salvatore Brugnano   |
| -  | Italia (bandiera) | P     | Salvatore Sottile    |
| -  | Italia (bandiera) | D     | Renato Cioffi        |
| -  | Italia (bandiera) | D     | Angelo Consagra      |
| -  | Italia (bandiera) | D     | Daniele Deoma        |
| -  | Italia (bandiera) | D     | Angelo Di Dio        |
| -  | Italia (bandiera) | D     | Giuseppe Di Gregorio |
| -  | Italia (bandiera) | D     | Luigi Milazzo        |
| -  | Italia (bandiera) | D     | Giuseppe Misiti      |
| -  | Italia (bandiera) | D     | Francesco Runza      |
| -  | Italia (bandiera) | D     | Alfonso Scerra       |
| -  | Italia (bandiera) | C     | Francesco Cairo      |
| -  | Italia (bandiera) | C     | Marco Comandatore    |
| -  | Italia (bandiera) | C     | Emanuele Docente     |

| N. |                        | Ruolo | Calciatore                 |
| -- | ---------------------- | ----- | -------------------------- |
| -  | Italia (bandiera)      | C     | Rosario Italiano           |
| -  | Italia (bandiera)      | C     | Omar Mannini               |
| -  | Paesi Bassi (bandiera) | C     | Eric Orie                  |
| -  | Italia (bandiera)      | C     | Giuseppe Romano (capitano) |
| -  | Italia (bandiera)      | C     | Danilo Rufini              |
| -  | Italia (bandiera)      | C     | Giuseppe Scerra            |
| -  | Italia (bandiera)      | A     | Roberto Conte              |
| -  | Italia (bandiera)      | A     | Nunzio Dario Di Dio        |
| -  | Italia (bandiera)      | A     | Vincenzo Giacco            |
| -  | Italia (bandiera)      | A     | Pino Lo Brutto             |
| -  | Nigeria (bandiera)     | A     | Wilson Ogechukwu           |
| -  | Italia (bandiera)      | A     | Francesco Semplice         |
| -  | Italia (bandiera)      |       | O. Comandatore             |
| -  | Italia (bandiera)      |       | Sammartino                 |

## Calciomercato

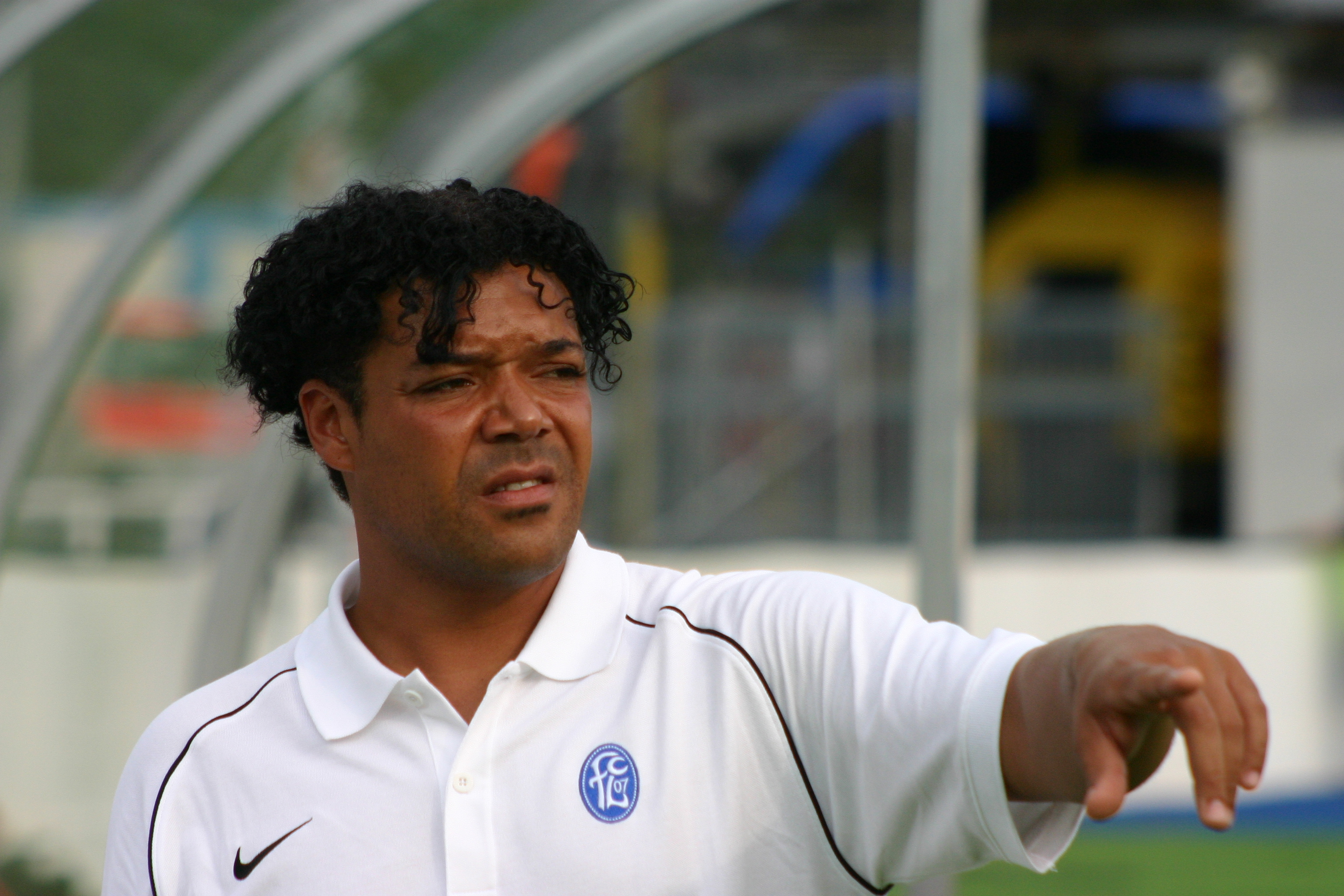
Nella foto l'olandese Eric Orie, arrivato alla Juveterranova Gela durante il mercato di riparazione.

Per la nuova stagione vennero riconfermati molti dei calciatori dell'anno precedente, tra cui il portiere Salvatore Brugnano, i difensori Giuseppe Di Gregorio, Francesco Runza, Daniele Deoma e Giuseppe Misiti, i centrocampisti Marco Comandatore, Francesco Cairo, Emanuele Docente, Daniele Rufini è il capitano Giuseppe Romano, mentre in attacco fu riconfermato il centravanti gelese Roberto Conte.
Per il reparto difensivo arrivarono Angelo Di Dio e Luigi Milazzo, rispettivamente dalle società siciliane Ragusa
e Sancataldese, inoltre venne prelevato dal Siena l'esperiente Angelo Consagra, con un importante trascorso in Serie A nella stagione 1991-1992, con la maglia del Foggia. A centrocampo venne acquistato Rosario Italiano dal Milazzo, l'olandese Eric Orie dal Blackpool e il centravanti nigeriano Wilson Ogechukwu dal Roda (entrambi arrivati durante il mercato di riparazione), mentre per l'attacco furono presi Nunzio Dario Di Dio dall'Acireale e Francesco Semplice prelevato dalle giovanili del Napoli.

### Sessione estiva
| Acquisti | Acquisti            | Acquisti     | Acquisti |
| R.       | Nome                | da           |          |
| -------- | ------------------- | ------------ | -------- |
| D        | Angelo Consagra     | Siena        |          |
| D        | Angelo Di Dio       | Ragusa       |          |
| A        | Nunzio Dario Di Dio | Acireale     |          |
| C        | Rosario Italiano    | Milazzo      |          |
| D        | Luigi Milazzo       | Sancataldese |          |
| A        | Francesco Semplice  | Napoli       |          |

### Sessione invernale
| Acquisti | Acquisti         | Acquisti  | Acquisti |
| R.       | Nome             | da        |          |
| -------- | ---------------- | --------- | -------- |
| C        | Eric Orie        | Blackpool |          |
| A        | Wilson Ogechukwu | Roda JC   |          |

## Risultati

### Serie C2

#### Girone di andata
| Gela 1 settembre 1996 1ª giornata            | Juveterranova Gela | 1 – 0 referto | Castrovillari | Stadio Vincenzo Presti |
| \| \| \| \| \| Di Dio 10’ \| Marcatori \| \| |                    |               |               |                        |
|                                              |                    |               |               |                        |
| Di Dio 10’                                   | Marcatori          |               |               |                        |

| Benevento 8 settembre 1996 2ª giornata     | Sporting Benevento | 1 – 0 referto | Juveterranova Gela | Stadio Ciro Vigorito |
| \| \| \| \| \| Libro 8’ \| Marcatori \| \| |                    |               |                    |                      |
|                                            |                    |               |                    |                      |
| Libro 8’                                   | Marcatori          |               |                    |                      |

| Gela 15 settembre 1996 3ª giornata                   | Juveterranova Gela | 1 – 1 referto | Matera | Stadio Vincenzo Presti |
| \| \| \| \| \| Conte 75’ \| Marcatori \| 31’ Zian \| |                    |               |        |                        |
|                                                      |                    |               |        |                        |
| Conte 75’                                            | Marcatori          | 31’ Zian      |        |                        |

| Arbitro: | Rossi (Rimini) |

|  |           |                                |
|  | Marcatori | 42’ Di Dio 97’ (rig.) Italiano |

| Gela 29 settembre 1996 5ª giornata | Juveterranova Gela | 0 – 0 | Turris | Stadio Vincenzo Presti |

| Chieti 6 ottobre 1996 6ª giornata                            | Chieti    | 1 – 1 referto | Juveterranova Gela | Stadio Guido Angelini |
| \| \| \| \| \| Altomonte 75’ \| Marcatori \| 28’ Semplice \| |           |               |                    |                       |
|                                                              |           |               |                    |                       |
| Altomonte 75’                                                | Marcatori | 28’ Semplice  |                    |                       |

| Marsala 13 ottobre 1996 7ª giornata                     | Marsala   | 1 – 1 referto | Juveterranova Gela | Stadio Antonino Lombardo Angotta |
| \| \| \| \| \| Di Meo 16’ \| Marcatori \| 82’ Di Dio \| |           |               |                    |                                  |
|                                                         |           |               |                    |                                  |
| Di Meo 16’                                              | Marcatori | 82’ Di Dio    |                    |                                  |

| Gela 20 ottobre 1996 8ª giornata | Juveterranova Gela | 0 – 0 | Bisceglie | Stadio Vincenzo Presti |

| Altamura 3 novembre 1996 9ª giornata | Altamura | 0 – 0 | Juveterranova Gela | Stadio Antonio D'Angelo |

| Arbitro: | Bianchi (Prato) |

|           |           |           |
| Conte 66’ | Marcatori | 10’ Ricca |

| Gela 17 novembre 1996 11ª giornata                              | Juveterranova Gela | 1 – 1 referto      | Battipagliese | Stadio Vincenzo Presti |
| \| \| \| \| \| Di Dio 26’ \| Marcatori \| 54’ (rig.) Di Baia \| |                    |                    |               |                        |
|                                                                 |                    |                    |               |                        |
| Di Dio 26’                                                      | Marcatori          | 54’ (rig.) Di Baia |               |                        |

| Catanzaro 1 dicembre 1996 12ª giornata                   | Catanzaro | 2 – 0 referto | Juveterranova Gela | Stadio Nicola Ceravolo |
| \| \| \| \| \| De Min 62’ De Luca 90’ \| Marcatori \| \| |           |               |                    |                        |
|                                                          |           |               |                    |                        |
| De Min 62’ De Luca 90’                                   | Marcatori |               |                    |                        |

| Gela 8 dicembre 1996 13ª giornata                                | Juveterranova Gela | 2 – 0 referto        | Teramo | Stadio Vincenzo Presti |
| \| \| \| \| \| Conte 37’ \| Marcatori \| 75’ (aut.) Corazzini \| |                    |                      |        |                        |
|                                                                  |                    |                      |        |                        |
| Conte 37’                                                        | Marcatori          | 75’ (aut.) Corazzini |        |                        |

| Casal di Principe 15 dicembre 1996 14ª giornata        | Albanova  | 1 – 1 referto | Juveterranova Gela | Stadio comunale |
| \| \| \| \| \| Russo 35’ \| Marcatori \| 43’ Misiti \| |           |               |                    |                 |
|                                                        |           |               |                    |                 |
| Russo 35’                                              | Marcatori | 43’ Misiti    |                    |                 |

| Gela 22 dicembre 1996 15ª giornata                                             | Juveterranova Gela | 2 – 2 referto            | Frosinone | Stadio Vincenzo Presti |
| \| \| \| \| \| Conte 8’ Misiti 92’ \| Marcatori \| 44’ Promutico 52’ Pelosi \| |                    |                          |           |                        |
|                                                                                |                    |                          |           |                        |
| Conte 8’ Misiti 92’                                                            | Marcatori          | 44’ Promutico 52’ Pelosi |           |                        |

| Viterbo 15 gennaio 1997 16ª giornata            | Viterbese | 1 – 0 referto | Juveterranova Gela | Stadio Enrico Rocchi |
| \| \| \| \| \| Martinetti 7’ \| Marcatori \| \| |           |               |                    |                      |
|                                                 |           |               |                    |                      |
| Martinetti 7’                                   | Marcatori |               |                    |                      |

| Arbitro: | Nicotera (Aprilia) |

|            |           |  |
| Di Dio 92’ | Marcatori |  |

#### Girone di ritorno
| Castrovillari 19 gennaio 1997 18ª giornata        | Castrovillari | 1 – 0 referto | Juveterranova Gela | Stadio Mimmo Rende |
| \| \| \| \| \| Balestrieri 54’ \| Marcatori \| \| |               |               |                    |                    |
|                                                   |               |               |                    |                    |
| Balestrieri 54’                                   | Marcatori     |               |                    |                    |

| Gela 26 gennaio 1997 19ª giornata | Juveterranova Gela | 0 – 0 referto | Sporting Benevento | Stadio Vincenzo Presti (2.500 spett.)\| Arbitro: \| Borrelli (Roma) \| |
| Arbitro:                          | Borrelli (Roma)    |               |                    |                                                                        |

| Matera 2 febbraio 1997 20ª giornata                       | Matera    | 0 – 2 referto           | Juveterranova Gela | Stadio XXI Settembre |
| \| \| \| \| \| \| Marcatori \| 3’ Semplice 74’ Docente \| |           |                         |                    |                      |
|                                                           |           |                         |                    |                      |
|                                                           | Marcatori | 3’ Semplice 74’ Docente |                    |                      |

| Arbitro: | Urbano (Carbonia) |

|              |           |  |
| Semplice 94’ | Marcatori |  |

| Torre del Greco 16 febbraio 1997 22ª giornata          | Turris    | 1 – 0 referto | Juveterranova Gela | Stadio Amerigo Liguori |
| \| \| \| \| \| Tarantino 82’ (rig.) \| Marcatori \| \| |           |               |                    |                        |
|                                                        |           |               |                    |                        |
| Tarantino 82’ (rig.)                                   | Marcatori |               |                    |                        |

| Arbitro: | Sebastianelli (Ciampino) |

|                        |           |  |
| Docente 75’ Di Dio 85’ | Marcatori |  |

| Gela 2 marzo 1997 24ª giornata               | Juveterranova Gela | 1 – 0 referto | Marsala | Stadio Vincenzo Presti |
| \| \| \| \| \| Di Dio 15’ \| Marcatori \| \| |                    |               |         |                        |
|                                              |                    |               |         |                        |
| Di Dio 15’                                   | Marcatori          |               |         |                        |

| Bisceglie 9 marzo 1997 25ª giornata            | Bisceglie | 1 – 0 referto | Juveterranova Gela | Stadio Gustavo Ventura |
| \| \| \| \| \| Carlucci 86’ \| Marcatori \| \| |           |               |                    |                        |
|                                                |           |               |                    |                        |
| Carlucci 86’                                   | Marcatori |               |                    |                        |

| Gela 16 marzo 1997 26ª giornata              | Juveterranova Gela | 1 – 0 referto | Altamura | Stadio Vincenzo Presti |
| \| \| \| \| \| Misiti 67’ \| Marcatori \| \| |                    |               |          |                        |
|                                              |                    |               |          |                        |
| Misiti 67’                                   | Marcatori          |               |          |                        |

| Catania 29 marzo 1997 27ª giornata              | Catania   | 1 – 0 referto | Juveterranova Gela | Stadio Cibali |
| \| \| \| \| \| D'Isidoro 45’ \| Marcatori \| \| |           |               |                    |               |
|                                                 |           |               |                    |               |
| D'Isidoro 45’                                   | Marcatori |               |                    |               |

| Battipaglia 6 aprile 1997 28ª giornata               | Battipagliese | 1 – 0 referto | Juveterranova Gela | Stadio Luigi Pastena |
| \| \| \| \| \| Di Baia 87’ (rig.) \| Marcatori \| \| |               |               |                    |                      |
|                                                      |               |               |                    |                      |
| Di Baia 87’ (rig.)                                   | Marcatori     |               |                    |                      |

| Gela 13 aprile 1997 29ª giornata               | Juveterranova Gela | 1 – 0 referto | Catanzaro | Stadio Vincenzo Presti |
| \| \| \| \| \| Italiano 77’ \| Marcatori \| \| |                    |               |           |                        |
|                                                |                    |               |           |                        |
| Italiano 77’                                   | Marcatori          |               |           |                        |

| Teramo 20 aprile 1997 30ª giornata                                                       | Teramo    | 3 – 1 referto | Juveterranova Gela | Stadio comunale di Teramo |
| \| \| \| \| \| Paradiso 60’ Bertuccelli 63’ Baglieri 84’ \| Marcatori \| 69’ Italiano \| |           |               |                    |                           |
|                                                                                          |           |               |                    |                           |
| Paradiso 60’ Bertuccelli 63’ Baglieri 84’                                                | Marcatori | 69’ Italiano  |                    |                           |

| Gela 27 aprile 1997 31ª giornata                                                 | Juveterranova Gela | 2 – 2 referto           | Albanova | Stadio Vincenzo Presti |
| \| \| \| \| \| Romano 30’ Mannini 41’ \| Marcatori \| 55’ Donnarumma 85’ Muro \| |                    |                         |          |                        |
|                                                                                  |                    |                         |          |                        |
| Romano 30’ Mannini 41’                                                           | Marcatori          | 55’ Donnarumma 85’ Muro |          |                        |

| Frosinone 4 maggio 1997 32ª giornata                       | Frosinone | 2 – 0 referto | Juveterranova Gela | Stadio Matusa |
| \| \| \| \| \| Campilongo 24’ Testa 59’ \| Marcatori \| \| |           |               |                    |               |
|                                                            |           |               |                    |               |
| Campilongo 24’ Testa 59’                                   | Marcatori |               |                    |               |

| Gela 11 maggio 1997 33ª giornata                                                | Juveterranova Gela | 2 – 1 referto                      | Viterbese | Stadio Vincenzo Presti |
| \| \| \| \| \| Misiti 26’ \| Marcatori \| 39’ Balducci 72’ (aut.) Nardecchia \| |                    |                                    |           |                        |
|                                                                                 |                    |                                    |           |                        |
| Misiti 26’                                                                      | Marcatori          | 39’ Balducci 72’ (aut.) Nardecchia |           |                        |

| Caserta 18 maggio 1997 34ª giornata                                      | Casertana | 2 – 1 referto | Juveterranova Gela | Stadio Alberto Pinto |
| \| \| \| \| \| Carosella 16’ Massaro 42’ \| Marcatori \| 80’ Semplice \| |           |               |                    |                      |
|                                                                          |           |               |                    |                      |
| Carosella 16’ Massaro 42’                                                | Marcatori | 80’ Semplice  |                    |                      |

### Coppa Italia Serie C
| Gela 24 agosto 1996 Primo turno | Juveterranova Gela | 2 – 0 | Acireale | Stadio Vincenzo Presti |

| Acireale 28 agosto 1996 Primo turno | Acireale | 2 – 0 | Juveterranova Gela | Stadio Aci e Galatea |

## Statistiche
Statistiche aggiornate al 19 febbraio 2022.

### Statistiche squadra
| Competizione         | Punti | In casa | In casa | In casa | In casa | In casa | In casa | In trasferta | In trasferta | In trasferta | In trasferta | In trasferta | In trasferta | Totale | Totale | Totale | Totale | Totale | Totale | DR |
| Competizione         | Punti | G       | V       | N       | P       | Gf      | Gs      | G            | V            | N            | P            | Gf           | Gs           | G      | V      | N      | P      | Gf     | Gs     | DR |
| -------------------- | ----- | ------- | ------- | ------- | ------- | ------- | ------- | ------------ | ------------ | ------------ | ------------ | ------------ | ------------ | ------ | ------ | ------ | ------ | ------ | ------ | -- |
| Serie C2             | 45    | 17      | 9       | 8       | 0       | 19      | 8       | 17           | 2            | 4            | 11           | 9            | 19           | 34     | 11     | 12     | 11     | 28     | 27     | +1 |
| Coppa Italia Serie C | -     | 1       | 1       | 0       | 0       | 2       | 0       | 1            | 0            | 0            | 1            | 0            | 2            | 2      | 1      | 0      | 1      | 2      | 2      | 0  |
| Totale               | 45    | 18      | 10      | 8       | 0       | 21      | 8       | 18           | 2            | 4            | 12           | 9            | 21           | 36     | 12     | 12     | 12     | 30     | 29     | +1 |

### Andamento in campionato
| Giornata  | 1 | 2 | 3 | 4 | 5 | 6 | 7 | 8 | 9 | 10 | 11 | 12 | 13 | 14 | 15 | 16 | 17 | 18 | 19 | 20 | 21 | 22 | 23 | 24 | 25 | 26 | 27 | 28 | 29 | 30 | 31 | 32 | 33 | 34 |
| --------- | - | - | - | - | - | - | - | - | - | -- | -- | -- | -- | -- | -- | -- | -- | -- | -- | -- | -- | -- | -- | -- | -- | -- | -- | -- | -- | -- | -- | -- | -- | -- |
| Luogo     | C | T | C | T | C | T | T | C | T | C  | C  | T  | C  | T  | C  | T  | C  | T  | C  | T  | C  | T  | C  | C  | T  | C  | T  | T  | C  | T  | C  | T  | C  | T  |
| Risultato | V | P | N | V | N | N | N | N | N | N  | N  | P  | V  | N  | N  | P  | V  | P  | N  | V  | V  | P  | V  | V  | P  | V  | P  | P  | V  | P  | N  | P  | V  | P  |
| Posizione | 5 | 9 | 9 | 7 | 7 | 9 | 9 | 9 | 9 | 10 | 10 | 10 | 8  | 8  | 10 | 10 | 10 | 11 | 11 | 11 | 8  | 8  | 8  | 7  | 8  | 6  | 7  | 9  | 9  | 9  | 9  | 9  | 8  | 8  |

Legenda:

Luogo: C = Casa; T = Trasferta. Risultato: V = Vittoria; N = Pareggio; P = Sconfitta.

### Statistiche dei giocatori
| Giocatore | Serie C2 | Serie C2 | Serie C2    | Serie C2   | Coppa Italia Serie C | Coppa Italia Serie C | Coppa Italia Serie C | Coppa Italia Serie C | Totale   | Totale | Totale      | Totale     |
| Giocatore | Presenze | Reti     | Ammonizioni | Espulsioni | Presenze             | Reti                 | Ammonizioni          | Espulsioni           | Presenze | Reti   | Ammonizioni | Espulsioni |
| --------- | -------- | -------- | ----------- | ---------- | -------------------- | -------------------- | -------------------- | -------------------- | -------- | ------ | ----------- | ---------- |
| G. Romano | 0        | 0        | 0           | 0          | 0                    | 0                    | 0                    | 0                    | 0        | 0      | 0           | 0          |